# Drosophila pictura
Drosophila pictura är en tvåvingeart som beskrevs av Wasserman 1962. Drosophila pictura ingår i släktet Drosophila och familjen daggflugor.
Artens utbredningsområde är Bolivia och Trinidad.